# Aureal 3rd Dimension Technology
Aureal 3rd Dimension Technology (A3D) ist ein von Aureal entwickeltes Soundverfahren, um Umgebungsgeräusche in Computerspielen so real wie möglich erscheinen zu lassen und Raumklang zu vermitteln.
Das Soundverfahren kam zum ersten Mal im Jahre 1997 bei der NASA  für Flugsimulationen zum Einsatz und fand anschließend den Einzug in den PC-Spiele-Bereich.
A3D war ein direktes Konkurrenzformat zu Creatives EAX und wurde in zwei Versionen veröffentlicht (A3D und A3D 2.0), wobei A3D 2.0 nur von sehr wenigen Soundkarten unterstützt wurde. Seit dem Jahr 2000 wurde der Support und die Entwicklung an A3D eingestellt, da das Unternehmen Aureal von Creative nach mehreren gerichtlichen Streitigkeiten wegen der Soundtechnologie aufgekauft wurde.
Ein wichtiger Vorteil von A3D gegenüber EAX war, dass mit A3D der gesamte Weg eines Klangs berechnet werden konnte. So wurde nicht nur berücksichtigt, auf welche Materialien ein Klang trifft, sondern auch aus welcher Richtung gespiegelte Klänge kommen. Während bei EAX ein Klang nur aus einer Richtung oder von überall kommt, kann bei A3D berechnet werden, dass der Klang erst direkt zum Charakter gelangt, danach noch einmal von Wand XY reflektiert und so weiter. EAX berechnet für Reflexionen nur Reflexionseffekte, A3D berechnet den korrekten Weg des Klangs und damit keinen Reflexionseffekt, sondern die Reflexion selbst, wie sie wirklich stattfindet.